# Cilencio
Cilencio es el pseudónimo del argentino Eugenio Cilento (1938-2012), ilustrador, humorista gráfico, caricaturista y guionista de historieta.
Publicó, entre otras, en las revistas Gente, Rico Tipo, El Gráfico, Humor Registrado, Avivato, Tía Vicenta, Satiricón, Goles, Radiolandia 2000, Playboy —de Argentina, de USA y de España—, Anteojito y Antifaz, Billiken y en los diarios El Mundo, La Prensa, Diario Popular, Crónica, La Gazeta y otros del interior de Argentina, así como en diarios y revistas de América y Europa, como El Batracio Amarillo y La Kodorniz. 
Ganó la medalla de oro en el Salón de Dibujantes de la Argentina en 1966 y el primer premio en Trento, en 1990. Realizó muchísimas muestras colectivas, y dos individuales, en Santa Fe y en Fancomix, además de participar en salones internacionales de todo el planeta. Como dice él, "Soy antes que nada humorista, por vocación filosófica, y porque no sé hacer otra maldita cosa, que dibujar y escribir, sobre todo humor, aparte de hacerlo por radio". 
Dibujó las contratapas de la revista "Humor Registrado" en la época de la dictadura militar argentina de 1976-1983, ironizando sobre ésta y criticándola de modo muy ácido, aun cuando hacerlo suponía un alto riesgo.
- Datos: Q5392272